# Piotr Dunin

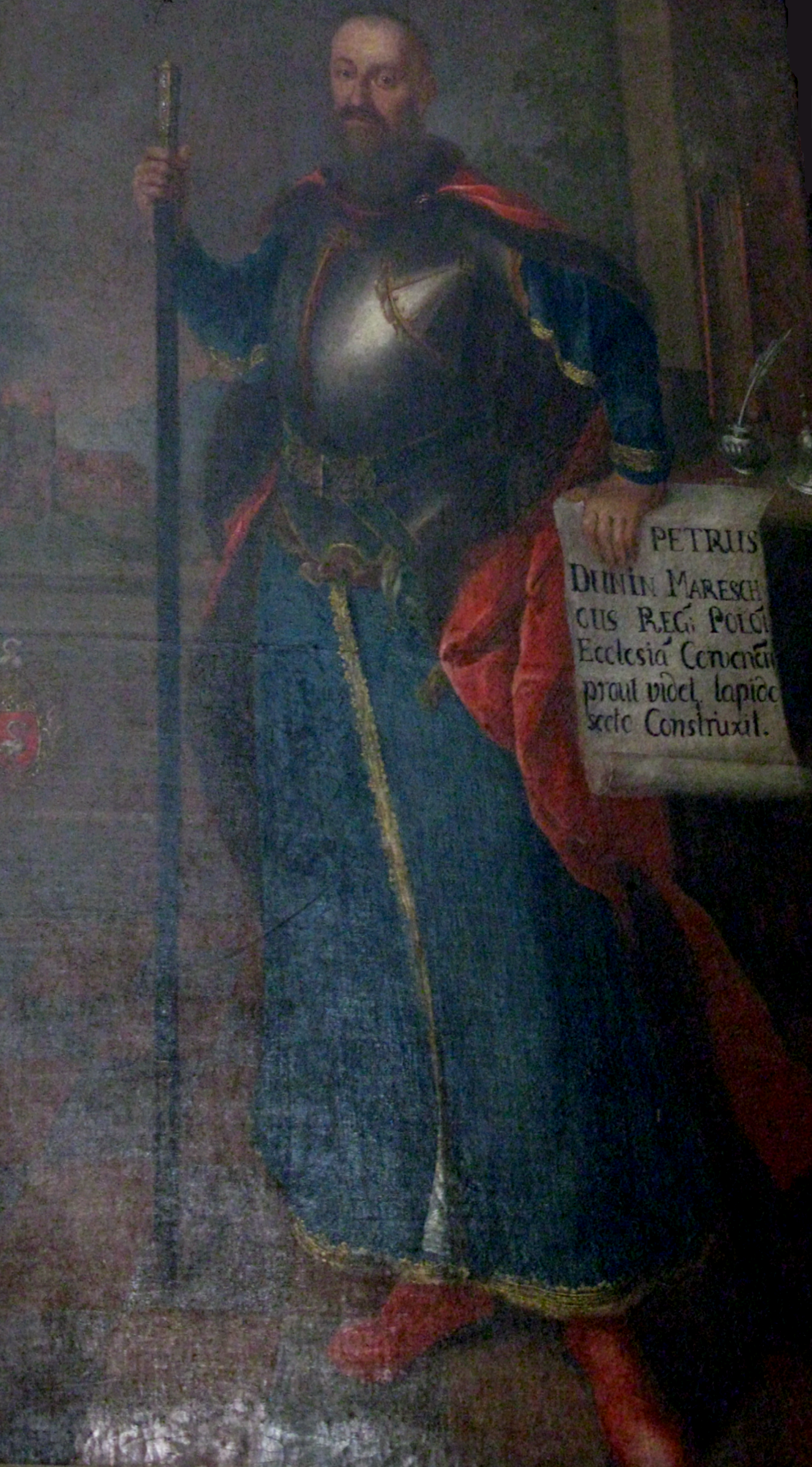
Imaginäres Porträt von Piotr Dunin aus dem 18. Jh.

Piotr Dunin von Prawkowice (* um 1415 in Pratkowice, Prawkowice; † 1484 in Ujazd) war ein polnischer Heerführer und Beamte der Krone. Er war Burggraf von Krakau seit 1454 und Marienburg 1478–1484, Unterkämmerer von Sandomierz, Starost von Łęczyca Hofmarschall der polnischen Krone seit 1455, Kastellan von Sieradz seit 1478, Woiwode von Brest-Kujawien seit 1479. In der älteren deutschen Geschichtsschreibung wird er oft als Peter Dunin geführt.

## Abstammung

Familienwappen „Schwan“, mit dem sich auch Peter Dunin zierte

Piotr Dunin entstammte dem alten Adelsgeschlecht der Schwäne (poln. Łabędź). Er war einer der Söhne von Krystyn von Skrzyńsko, Pratkowice und Śmiłów und einer nicht näher bekannten Katharina (poln. Katarzyna). Er war auch ein Neffe des Dunin von Skrzyńsko alias Dominik oder Domin, Unterkanzler der polnischen Krone (lat. subcancellarius, vicecancellarius regni Poloniae), genannt „Domin“. Eben wegen des am Königshof tätigen Verwandten und Geistlichen nahm die Familie den Beinamen Donin oder Dunin. Von seinem Vater erbte er sowohl Prawkowice und Śmiłów als auch Morawiany.

## Leben

### Jugend
Da die ersten eindeutigen Überlieferungen bezüglich seiner Person erst aus dem Jahre 1455 stammen, kann man nichts Genaues über seine Jugend sagen. Da er aber dann gleich recht wichtige Ämter anvertraut bekam, wird er wohl eine schulische, höfische und ritterliche Ausbildung im Ausland absolviert haben. 
Es ist sogar durchaus möglich bis wahrscheinlich, dass Piotr Dunin erst Erfahrungen als Offizier im Dienste des Deutschordens unter dem Namen „von Donen“ gesammelt hatte, bevor er am Hof des polnischen Königs Kasimir IV. erschienen war. Es war damals durchaus üblich, unbezahlte gegnerische Söldner mit barer Münze auf die eigene Seite zu ziehen. Nachdem der sogenannte Preußische Bund fast den halben Ordensstaat mit den reichsten Städten unter seine Kontrolle gebracht hatte, war der Deutschorden nicht mehr liquide und war gegenüber seinen Söldnern oft mit den Zahlungen in Rückstand. Allerdings lehnt die Mehrheit der polnischen Historiker diese Möglichkeit aus Gründen der Räson ab.

### Karriere im Dienste Polens

#### Rascher Aufstieg
Dunins gesicherte Karriere in polnischen Diensten fängt erst recht spät an, als er 1455 mit dem ganzen Königshof an dem erfolglosen Kriegszug nach Lassen teilgenommen hatte. Viel mehr ist nicht überliefert. Immerhin gewann er das Vertrauen des Königs, denn schon im folgenden Jahr (1456) bekam er das Amt des „Ober-Wojski“ (lat. Tribunus mayor) von Sieradz und 1459 wurde er Burggraf von Krakau sowie Hofmarschall des Königs und zählte fortan zum unmittelbaren Hofstaat. Mit dem letzten Titel war Funktion des Hauptmanns der königlichen Garde verbunden. Somit begleitete er den König auf seinem Kriegszug nach Preußen. Anschließend bekam er zur Belohnung das Amt des Vicekanzlers (lat. vicecancellarius) von Sandomierz. Daher wird er sich wohl persönlich bewährt haben. Derweil nahm der Krieg für Polen unter königlichem Oberbefehl einen ziemlich ungünstigen Verlauf.

#### Held des Dreizehnjährigen Krieges
Angesichts der königlichen Misserfolge und der schlechten Erfahrungen mit dem unerfahrenen und undisziplinierten Heer des Adelsaufgebotes befürwortete er einen dramatischen Strategiewechsel: Nun sollten kleinere Kampfverbände aus erfahrenen Berufssoldaten den Krieg im Feindesland zerstreut halten, aber auch bei größeren Aktionen kooperieren. Damit sollte das Kronland geschont werden. Das strategische Ziel war nun nicht mehr eine siegreiche Entscheidungsschlacht zu erzwingen, sondern durch die Bildung eines Korridors nach Danzig, den Ordensstaat zu spalten und ihn vom Nachschub aus deutschen Landen abzuschneiden. Währenddessen blockierte Danzig recht erfolgreich die Transportwege des Ordens über die Ostsee. Die Aussöhnung mit Dänemark (1458), ebenfalls mit dem Ordensstaat und Lübeck verfeindet, vergrößerte den Spielraum der verbündeten Danziger.
Dank den neuen Steuern der polnischen Kirche und den Subsidien des Preußischen Bundes wurde in Polen ein Söldnerheer von etwa 2.000 Mann aus tschechischen Veteranen der Hussitenkriege angeheuert. Mit dieser relativ kleinen Streitmacht fuhr die Armee bis Leslau die Weichsel hinunter, wo ihm der König den Oberbefehl über die kleine Streitmacht übertrug. Entgegen dem Anschein wurde aber Dunin niemals zum Oberbefehlshaber (Hetman) der polnischen Armee ernannt. Dafür gibt es keine Beweise. Immerhin ordneten sich ihm die Anführer aller Kampfverbände, die mit ihm zusammenkamen, widerspruchslos unter.
Allerdings konnte er die Festung Strasburg in Westpreußen nicht entsetzen, so dass sie ausgehungert aufgeben musste. Auch klappte die Zusammenarbeit mit den verbündeten Thornern und Danzigern nicht, der Krieg beschränkte sich auf gegenseitige Raubzüge und Plünderungen, unter welchen insbesondere Danzig litt. Mit einem Überraschungsangriff entsetzte er das vom Deutschorden belagerte Frauenburg, wo Jan Skalski die polnische Fahne hoch hielt. Auf dem Rückweg über die See wurde noch Fischhausen auf Samland ausgeraubt und gebrandschatzt, als sich die Söldner nicht über die Aufteilung der Beute einigen konnten.
Danach eilte er zur Hilfe nach Danzig, das von einem beeindruckenden Ordenstrupp sabotiert, bedroht und zeitweise sogar belagert wurde. Seine rund 1100 Mann konnten dort mit frischen Kräften aufgestockt werden, um weiter nach Westen oder Norden vorzustoßen. Seine nunmehr 2000 Mann trafen am 17. September im Putziger Dreieck auf  rund 2700 Mann starke Ordensstreitmacht, welche Fritz von Raueneck und Kaspar von Nostitz befehligt wurde. Die Schlacht bei Schwetzin endete mit einem grandiosen Sieg Dunins und beendete die Vorherrschaft des Ordens in den Pomerellen auf einen Schlag und zwang sogar den bisherigen Verbündeten des Deutschordens, Erich II. von Stolp, auf die polnische Seite zu wechseln. Doch die Chancen, die sich dadurch boten, dass die Ordensfestungen Lauenburg, Putzig, Konitz und Bütow nun mehr fast unbemannt waren, nutzte er nicht aus. Stattdessen kurierte er seine Wunden. Später belagerte und nahm er letztendlich Mewe, Neuenburg i.Wpr. und Konitz ein, allerdings nur durch Aushungern.

#### Expedition nach Ungarn
Bereits im Vorhinein der späteren Expedition reiste Dunin in diplomatischer Mission nach Böhmen und Ungarn, um die Chancen auf die Thronfolge für die Jagiellonenkinder auszuloten. In beiden Fällen bewertete man die Situation als Vielversprechend ein, so dass er König beschloss, seine Söhne hinzuschicken.
Als enger Vertrauter des Königs von Polen begleitete Dunin 1471 dessen minderjährigen Sohn Kasimir auf der Expedition nach Ungarn, wo er von einer Gruppe unzufriedener Magnaten die Königskrone angeboten bekam. Da aber der bisherige Throninhaber, Matthias Corvinus sich breiter Unterstützung der Bevölkerung erfreuen konnte, erwiesen sich die 12.000 Söldner als nicht genug, um dem jugendlichen Jagiellonen zum Thron zu verhelfen. Sie waren nicht willkommen. Man kam zwar über Eger nach Nitra und war sogar dabei Pest (Stadt) vorgedrungen, jedoch ohne Erfolg und zog sich nach Nitra zurück. Man konnte weder einen ausreichend großen Landstrich erobern, um sich dort halten zu können, noch Nachschubwege aus Polen sichern und saß somit in der Falle mitten im Feindesland. Mangels Geld rebellierten die eigenen Söldner und die ehemals freundlichen Magnaten wollten nicht auf den Verlierer setzen. Daher kehrte die Expedition Anfang 1472 mit nur 4.000 Mann unverrichteter Dinge zurück. Nach diesem Misserfolg fiel er beim König vorübergehend in Ungnade.

#### Preußischer Pfaffenkrieg
Im Jahre 1476 erkrankte Piotr Dunin schwer und war dabei, sein Testament zu schreiben, in dem er seine Schulden aufzählte sowie Gelder, die ihm der König bis dahin schuldig geblieben war. Als er sich dennoch erholte und seine Dienste wieder anbot, verlieh ihm der König neue Ämter. Im Folgejahr (1477) schickte ihn der König nach Preußen, um im dort anhaltenden Preußischen Pfaffenkrieg die Interessen der Krone gegenüber dem ungeliebten Bischof Nikolaus von Tüngen durchzusetzen. Dunin übernahm zwar den Oberbefehl, residierte jedoch in Marienburg, während er das Kriegsgeschäft seinem Sohn, Weißer Johann von Sroczków, und Jan Zielezinski überließ. Piotr Dunin verwaltete gut und verhandelte ohne Erfolg, aber den hatte er auch nicht nötig, solange das Kriegsglück seiner Streitmacht hold blieb. Erst der vom ungarischen König Matthias Corvinus unter Kriegsandrohung erzwungene Waffenstillstand zwang die Kriegsparteien zu echter Kompromissbereitschaft und führte eine nachhaltige Lösung des Konfliktes herbei.

#### Lebensende
Da der König mit den Diensten Dunins zufrieden war, ihm aber auch nicht all die offenen Verbindlichkeiten begleichen konnte, ernannte er ihn 1478 zum Starost von Marienburg, wo er die Interessen des Königs – nicht immer zur Zufriedenheit der Preußischen Stände – vertrat. Es war damals der reichste Landstrich im Königreich Polen und da die Beamten der Krone mit Anteilen an den Einnahmen jener Gebietseinheit bezahlt worden waren, wo sie eingesetzt wurden. Im selben Jahr noch (1748) wurde er Kastellan von Sieradz und im Folgejahr (1479) Woiwode von Brest-Kujawien. Vier Jahre später (1483) erkrankte er schwer und starb ein Jahr (1484) darauf.

### Privatleben
Piotr Dunin von Prawkowice hat allem Anschein nach von seiner Kriegskunst ganz gut leben können, denn sukzessiv erwarb er immer mehr Landgüter, darunter auch Ujazd (Powiat Tomaszowski), wo er ein bestehendes Rittergut zu einer wehrhaften Burg umgebaut hatte, bevor er sich dort mit seiner Ehefrau Vinzenzia (poln. „Wincentyna“ oder „Wincencjanna“) niederließ. Sie war Tochter von Dobrogst Leżański (Wappen „Nałęcz“), Starost von Ryczywola. Dunin heiratete sie um 1450, noch bevor seine Karriere in polnischen Diensten begann. Sie schenkte ihm zahlreiche Kinder, darunter:
- (Sohn) um (geb./gest. um 1460)
- Anne (poln. Anna), (geb. um 1460), ⚭ Jan Bochotnicki von Oleśnica (Wappen "Dębno")
- Elisabeth (poln. Elżbieta), ⚭ Pakosz von Zwola
- Katharina (poln. Katarzyna), ⚭ Paczółtowski
- "Weißer" Johannes (poln. Jan), († 1522), Starost von Marienburg und Ryczywół
- Hieronymus (poln. Hieronim)
- Peter (poln. Piotr) († 1535), poln. Kronbeamte, Starost von Rawa, Bolesław und Brzeźnica; (1) ⚭ Drzewicka (Wappen "Ciołek") und (2) ⚭ Bużeńska (Wappen "Poraj")
- Andreas (poln. Andrzej), († 1522) Fähnrich von Sieradz, ⚭ Mniszewska
- Jakob (poln. Jakub) von Ujazd, Starost von Łęczyca, ⚭ Przerębska (Wappen Nowina)